# マッサ・マリッティマ
マッサ・マリッティマ（伊: Massa Marittima）は、イタリア共和国トスカーナ州グロッセート県にある、人口約8,200人の基礎自治体（コムーネ）。

## 地理

### 位置・広がり

#### 隣接コムーネ
隣接するコムーネは以下の通り。括弧内のLIはリヴォルノ県所属を示す。
- フォッローニカ
- ガヴォッラーノ
- モンテロトンド・マリッティモ
- モンティエーリ
- ロッカストラーダ
- スカルリーノ
- スヴェレート (LI)

### 気候分類・地震分類
マッサ・マリッティマにおけるイタリアの気候分類 (it) および度日は、zona E, 2129 GGである。
また、イタリアの地震リスク階級 (it) では、zona 3 (sismicità bassa) に分類される。

## 行政

### 分離集落
マッサ・マリッティマには、以下の分離集落（フラツィオーネ）がある。
- Ghirlanda, Niccioleta, Prata, Tatti, Valpiana

## 文化・観光
「スローシティ」加盟都市である。

## 人物

### 著名な出身者
- シエナのベルナルディーノ（英語版） - 13-14世紀の聖職者、フランシスコ会士。カトリックの聖人。
- ウンベルト・レンツィ - 映画監督。